# Граф відносних околів

Граф відносних околів 100 випадкових точок у одиничному квадраті.

Граф відно́сних о́колів — це неорієнтований граф, визначений на множині точок на евклідовій площині з'єднанням двох точок p і q ребом тоді, коли не існує третьої точки r, яка ближче як до p, так і до q, ніж p і q одна до одної. Цей граф 1980 року запропонував Годфрід Туссен як спосіб визначення на множині точок структури, яка відбиває людське сприйняття форми множини.

## Алгоритми
Суповіт показав, як ефективно побудувати граф відносних околів за час O(n log n). Граф можна обчислити за середній час O (n) для довільної множини точок, рівномірно розподілених у одиничному квадраті. Граф відносних околів можна обчислити за лінійний час із тріангуляції Делоне множини точок.

## Узагальнення
Оскільки граф визначений лише в термінах відстаней між точками, граф відносних околів можна визначити для множин точок у просторі будь-якої розмірності і для неевклідових метрик.

## Пов'язані графи
Граф відносних околsв є прикладом заснованого на лінзах бета-кістяка. Це підграф тріангуляції Делоне. У свою чергу, евклідове мінімальне кістякове дерево є його підграфом, звідки випливає, що це зв'язний граф.
Граф Уркгарта, утворений видаленням найдовшого ребра з кожного трикутника в тріангуляції Делоне, спочатку запропоновано як швидкий метод обчислення графа відносних околів. Хоча граф Уркхарта іноді відрізняється від графа відносних околів, його можна використати як апроксимацію графа відносних околів.